# Metropolia Neapolu
Metropolia Neapolu – jedna z 40 metropolii Kościoła Rzymskokatolickiego we Włoszech. Została erygowana w 1000 roku.

## Diecezje
- Archidiecezja Neapolu
  - Diecezja Acerra
  - Diecezja Alife-Caiazzo
  - Diecezja Aversa
  - Archidiecezja Kapui
  - Diecezja Caserta
  - Diecezja Ischia
  - Diecezja Nola
  - Prałatura terytorialna Pompei
  - Diecezja Pozzuoli
  - Diecezja Sessa Aurunca
  - Archidiecezja Sorrento-Castellammare di Stabia
  - Diecezja Teano-Calvi